# Sydvästen
Sydvästen var ett privat tågbolag som trafikerade sträckan Göteborg–Halmstad–Malmö med start år 2000. Bolaget fick stora problem och efter bara några månader flyttades trafiken tillbaka till Statens Järnvägar (SJ).